# Tracey E. Bregman
Tracey Elizabeth Bregman (nacida el 29 de mayo de 1963) es una actriz estadounidense. Es conocida por el papel de Lauren Fenmore en las telenovelas de CBS The Young and the Restless y The Bold and the Beautiful.

## Primeros años de vida
Nació el 29 de mayo de 1963  en Munich, Alemania, hijo del arreglista musical, productor discográfico y compositor estadounidense Buddy Bregman y de la actriz canadiense Suzanne Lloyd. Vivió en Gran Bretaña hasta los 10 años, cuando su familia se mudó a California.  Actúa desde los 11 años y actualmente reside en Malibú, California. Estudió actuación en la Academia Estadounidense de Artes Dramáticas y en el Instituto de Cine y Teatro Lee Strasberg. 

## Carrera
Bregman hizo su debut como actriz interpretando un pequeño papel en la película para televisión de 1978, Three on a Date. Más tarde ese año, fue elegida para la telenovela diurna de NBC, Days of Our Lives, interpretando a la adolescente con problemas Donna Temple Craig. En 1979, recibió el Premio Artista Joven a la Mejor Actriz Juvenil en Una Serie Diurna por su actuación en una telenovela.  Dejó la telenovela en 1980. En 1981, hizo su debut en la pantalla grande protagonizando la película slasher Happy Birthday to Me de Columbia Pictures. Más tarde protagonizó junto a Jill St. John la película dramática carcelaria The Concrete Jungle (1982) y la película canadiense de comedia dramática The Funny Farm (1983). En televisión, fue estrella invitada en The Littlest Hobo, The Love Boat, Fame y The Fall Guy.
En 1983, Bregman regresó a la televisión diurna con el papel de Lauren Fenmore en The Young and the Restless de CBS. Bregman inicialmente creyó que su papel de Lauren sería breve, pero después de seis meses la telenovela le ofreció un contrato y ella aceptó.  Cuando se presentó en 1985, fue la primera actriz en recibir el premio Daytime Emmy a la Mejor Actriz Joven en una Serie Dramática (entonces conocida como "Mejor Ingenua en una Serie Dramática"), siendo nominada nuevamente para el mismo premio en 1987 y Mejor Actriz de Reparto en una Serie Dramática en 2006 y 2008. En 1992, Bregman llevó el personaje a The Bold and the Beautiful, lo que provocó que ella migrara allí por completo en 1995. En 2000, Bregman regresó a The Young and the Restless, permaneciendo en un estado recurrente. De abril a junio de 2010, mientras aún interpretaba a Lauren, Bregman asumió una doble función con The Young and the Restless, ya que también interpretó a la hermana de Sheila Carter, Sarah. En 2010, también apareció junto a su coprotagonista de Y&R, Christian LeBlanc, en el vídeo musical del sencillo de Reba McEntire, "I Keep On Loving You".
Apareció en varias películas hechas para televisión, incluidas Sex & Mrs. X (2000), Low Lifes (2012) y A Very Charming Christmas Town (2020). Bregman protagonizó la película de suspenso Misogynist de 2013 junto a Jonathan Bennett y Eve Mauro, obteniendo una nominación a Mejor Actriz en el Festival de Cine Subterráneo de Los Ángeles. 

## Vida personal
Fue vegetariana desde temprana edad y ahora sigue un estilo de vida vegano. 
Se casó con Ron Recht en 1987 y tuvo dos hijos, Austin (nacido en 1991) y Landon (nacido en 1996). Se divorciaron después de 23 años de matrimonio en 2010.
El 7 de abril de 2014, fue incluida en el Paseo de la Fama y tiene un autobús de dos pisos en la ciudad de Nueva York dedicado a ella y sus logros. 
Perdió su casa en Malibú en un incendio forestal en noviembre de 2018.   
Es un partidaria activa y miembro honorario de la junta de Chenoa Manor, un santuario de animales en el condado de Chester, Pensilvania. 

## Filmografía
| Año                                              | Título                         | Personaje                   | Notas |
| ------------------------------------------------ | ------------------------------ | --------------------------- | --- |
| 1978                                             | Three on a Date                | Concursante                 | Película de televisión                                                                                             |
| 1979                                             | The Girl with ESP              | Jill                        | Película de televisión                                                                                             |
| 1978–80                                          | The Littlest Hobo              | Donna Temple Craig          | Serie regular |
| 1980                                             | The Littlest Hobo              | Jib                         | Episodio: "Navegando lejos"                                                                                        |
| 1981                                             | Happy Birthday to Me           | Ann Thomerson               | |
| mil novecientos ochenta y dos                    | The Love Boat                  | Trish Carruthers            | Episodios: "El musical/Mi exmamá/El espectáculo debe continuar/La plaga/Mi tía, la preocupante: Parte 1 y Parte 2" |
| mil novecientos ochenta y dos                    | The Concrete Jungle            | Elizabeth                   | |
| mil novecientos ochenta y dos                    | Fame                           | Jenny McClain               | Episodio: "Palabras"                                                                                               |
| 1983                                             | Profesión Peligro              | Carrie Stanford             | Episodio: "Las nuevas aventuras de Ozzie y Harold"                                                                 |
| 1983                                             | The Family Tree                | Katy Allen                  | Episodio: "El robo"                                                                                                |
| 1983                                             | The Funny Farm                 | Amy Lowell                  | |
| 1983                                             | Gavilan                        | Susan                       | Episodio: "Las llaves de Midas"                                                                                    |
| 1983–95, 2000–presente                           | The Young and the Restless     | Lauren Fenmore Sarah Smythe | Serie regular/recurrente                                                                                           |
| 1992–1993, 1995-99, 2002, 2004, 2007, 2022, 2023 | The Bold and the Beautiful     | Lauren Fenmore              | Serie regular (1995–99); recurrente (1992–93, 1995, 2002–23)                                                       |
| 2000                                             | Sex & Mrs. X                   | Katherine                   | Película de televisión                                                                                             |
| 2001                                             | Spyder Games                   | Ms. Phillips                | 2 episodios |
| 2012                                             | Low Lifes                      | Sabrina                     | Película de televisión                                                                                             |
| 2013                                             | Misogynist                     | Rebecca                     | |
| 2017                                             | Still                          | Doctor Hansen               | Cortometraje |
| 2020                                             | Hungry Dog                     | Perro                       | Voz |
| 2020                                             | A Very Charming Christmas Town | Miriam Larsen               | Película de televisión                                                                                             |
| 2021                                             | City Limits                    | Sophia                      | |
| 2021                                             | Swag Town                      | Hannah Fields               | |